# Charles Jean Macé
Charles Jean Vincent Macé (ur. 5 kwietnia 1898, zm. 7 czerwca 1919) – francuski as myśliwski z czasów I wojny światowej. Osiągnął 12 zwycięstw powietrznych. Należał do grona asów posiadających tytuł honorowy Balloon Buster. 

## Życiorys
Charles Jean Macé urodził się w Pau. W czasie studiów 21 października 1915 roku został zmobilizowany i przydzielony do 23 Pułku Dragonów. Od 20 marca 1917 roku został przeniesiony do lotnictwa Armée de l’air i po przejściu szkolenia uzyskał licencję pilota (14 maja 1917) w Pau. Został przydzielony do eskadry SPA 90. Pierwsze zwycięstwo powietrzne odniósł 27 marca 1918 roku nad samolotem niemieckim. Pierwszy balon obserwacyjny zestrzelił 15 września 1918 roku wspólnie z Maurice Bizot. Łącznie zestrzelił ich osiem w tym sześć wspólnie z innym pilotami z grona posiadaczy tytułu Balloon Buster: Jeanem Pezonem, Mariusem Ambrogim.
Po zakończeniu wojny Charles Jean Macé pozostał we francuskich siłach powietrznych. Zginął w wypadku lotniczym w Haguenau 7 czerwca 1919 roku.

## Odznaczenia
- Médaille militaire;
- Krzyż Wojenny (Francja)[1] .